# گمینا کروشچینکو ناد دونایتسم
گمینا کروشچینکو ناد دونایتسم (به لهستانی:  Gmina Krościenko nad Dunajcem) یک گمینا در لهستان است که در شهرستان نوو تارگ واقع شده‌است. گمینا کروشچینکو ناد دونایتسم ۵۷٫۲۷ کیلومتر مربع مساحت و ۶٬۴۶۵ نفر جمعیت دارد.